# 1951 год в театре
1951 год в театре

## Постановки
- 11 сентября — в театре «Ла Фениче» состоялась премьера оперы Игоря Стравинского «Похождения повесы» (Энн Трулав — Элизабет Шварцкопф).
- В Саратовском ТЮЗе Юрий Киселёв поставил «Алёшу Пешкова» по Горькому; в 1952 году спектакль был удостоен Сталинской премии.

## Персоналии

### Родились
- 9 января — Семён Фурман, советский и российский актёр театра и кино
- 25 января — Валентин Козьменко-Делинде, режиссёр театра, сценограф, автор сценических драматизаций, театральный педагог, доктор философии
- 25 февраля — Евгений Герасимов, советский и российский актёр театра и кино, кинорежиссёр
- 22 марта — Владимир Ковальчук, советский, канадский, украинский и российский художник, сценограф, живописец и педагог
- 26 марта — Алексей Булдаков, советский и российский актёр театра и кино
- 29 марта — Александр Фатюшин, советский и российский актёр театра и кино, Заслуженный артист РСФСР
- 10 июля — Александр Кавалеров, советский и российский актёр театра и кино
- 24 июля — Наталья Белохвостикова, советская и российская актриса театра и кино
- 8 августа — Станислав Садальский, советский и российский актёр, Заслуженный артист РСФСР, Народный артист Грузии
- 16 августа — Мирдза Мартинсоне, советская и латвийская актриса театра и кино
- 19 августа — Владимир Конкин, советский и российский актёр театра и кино
- 14 сентября — Сергей Арцыбашев, театральный режиссёр, главный режиссёр Театра комедии, киноактёр
- 1 октября — Нина Усатова, советская и российская актриса театра и кино
- 10 ноября — Виктор Сухоруков, советский и российский актёр театра и кино
- 21 декабря — Владимир Новиков, советский и российский актёр театра и кино, Народный артист России

### Скончались
- 29 января — Джеймс Брайди, британский драматург, сценарист, либреттист.
- 12 мая — Василий Ванин — советский актёр театра и кино, трижды лауреат Сталинской премии, Народный артист СССР
- 17 мая — Александр Крамов, российский и советский актёр театра и кино, Народный артист СССР
- 23 мая — Николай Сергеев, русский артист балета, режиссёр, педагог
- 5 ноября — Агриппина Ваганова, российская и советская артистка балета, педагог, балетмейстер, Народная артистка РСФСР
- 8 октября — Борис Борозанов, болгарский актёр, сценарист, театральный и кинорежиссёр.
- 25 декабря — Иван Берсенев, российский и советский актёр, театральный режиссёр, Народный артист СССР
- 27 декабря — Георгий Карцивадзе — советский артист оперы (драматический баритон), Народный артист Узбекской ССР.
- Джузеппе Агостини, итальянский оперный певец.